# Speyside (Escocia)
Speyside es la denominación que reciben los whiskies producidos en la región de Strathspey, en Escocia en cuanto a la clasificación de los mismos por su origen.

## Destilerías
Esta región se encuentra en el área alrededor del río Spey en Moray, y Badenoch y Strathspey, en el noreste de Escocia. Es una región conocida por la gran concentración de destilerías de whisky de malta que allí se encuentran, ya que esta única región concentra más destilerías que ninguna otra.

### Lista de destilerías de Speyside
- Aberlour
- Allt A'Bhainne
- Auchroisk
- Aultmore
- Balmenach
- Balvenie
- Benriach
- Benrinnes
- Benromach
- Braeval
- Caperdonich
- Cardhu
- Cragganmore
- Craigellachie
- Dailuaine
- Dufftown
- Glenallachie
- Glenburgie
- Glendronach
- Glendullan
- Glen Elgin
- Glenfarclas
- Glenfiddich
- Glen Grant
- Glen Keith
- Glenlivet
- Glenlossie
- Glen Moray
- Glenrothes
- Glen Spey
- Glentauchers
- Imperial
- Inchgower
- Kininvie
- Knockando
- Knockdhu
- Linkwood
- Lismore
- Longmorn
- Macallan
- Mannochmore
- McClelland's
- Miltonduff
- Mortlach
- Royal Brackla
- Speyburn
- Speyside
- Strathisla
- Strathmill
- Tamdhu
- Tamnavulint
- Tomintoul
- Tormore